# Оберахер, Франц
Франц Оберахер (нем. Franz Oberacher; род. 24 марта 1954, Наттерс) — австрийский футболист, крайний полузащитник.
Прежде всего известен выступлениями за клубы «Нюрнберг» и «Аустрия» (Клагенфурт), а также национальную сборную Австрии.

## Клубная карьера
Во взрослом футболе дебютировал в 1973 году выступлениями за команду клуба «Ваккер» (Инсбрук), в котором провел шесть сезонов, приняв участие в 139 матчах чемпионата. 
Своей игрой за эту команду привлек внимание представителей тренерского штаба немецкого «Нюрнберга», к составу которого присоединился в 1979 году. Отыграл за нюрнбергский клуб следующие два сезона своей игровой карьеры. Большинство времени, проведенного в составе «Нюрнберга», был основным игроком команды. В составе «Нюрнберга» был одним из главных бомбардиров команды, имея среднюю результативность на уровне 0,38 гола за игру первенства.
В 1981 году заключил контракт с нидерландским клубом АЗ, в составе которого провел следующие два года своей карьеры игрока. 
В 1983 году перешел в клуб «Аустрия» (Клагенфурт), за который отыграл 4 сезона. Играя в составе клагенфуртской «Аустрии» также в основном выходил на поле в основном составе команды. Завершил профессиональную карьеру футболиста выступлениями за клагенфуртскую «Аустрию» в 1987 году.

## Выступления за сборную
В 1976 году дебютировал в официальных матчах в составе национальной сборной Австрии. В течение карьеры в национальной команде, которая длилась с большими перерывами в общей сложности 10 лет, провел в форме главной команды страны лишь 8 матчей.
В составе сборной был участником чемпионата мира 1978 года в Аргентине.